# Hannes Nikel
Johannes Maria Bernhard Nikel (* 10. April 1931 in München, Bayern; † 26. September 2001 ebenda) war ein deutscher Filmeditor, der 1983 für seinen Schnitt an dem Filmdrama Das Boot für einen Oscar nominiert war.

## Leben
Nachdem der gebürtige Münchener Hannes Nikel 1962 erstmals eigenverantwortlich mit dem Fantasyfilm Seelenwanderung einen Fernsehfilm schnitt, arbeitete er jahrelang fürs deutsche Fernsehen, bevor er 1967 mit der Gaunerkomödie Der Diamantenprinz und 1968 mit der Literaturverfilmung Die süsse Zeit mit Kalimagdora erstmals als Schnittmeister für internationale Produktionen betraut war. 1977 gab er mit dem Filmschnitt an Wolfgang Petersens Filmdrama Die Konsequenz sein Kinodebüt, womit sich eine bereits bestehende langjährige Zusammenarbeit fortsetzte. Es war auch Petersens Kinofilm Das Boot, mit dem Nikel den größten Erfolg seiner Karriere, eine Oscarnominierung in der Kategorie „Bester Schnitt“, einheimsen konnte.

## Filmografie (Auswahl)
- 1962: Seelenwanderung
- 1962: Streichquartett
- 1963: Der Hexer
- 1963: Orden für die Wunderkinder
- 1963: Sonderurlaub
- 1964: Lydia muss sterben
- 1965: Die selige Edwina Black
- 1966: Endkampf
- 1967: Der Diamantenprinz (Jack of Diamonds)
- 1968: Die süße Zeit mit Kalimagdora (Sladky cas Kalimagdory)
- 1972: Alexander Zwo
- 1974: Okay S.I.R. (Fernsehserie, 15 Episoden)
- 1974: Tatort: Acht Jahre später
- 1974: Tatort: Zweikampf
- 1975: Tatort: Treffpunkt Friedhof
- 1976: Tatort: Fortuna III
- 1977: Die Konsequenz
- 1977: Planübung
- 1978: Heinrich Heine
- 1978: Das andere Lächeln
- 1978: Schwarz und weiß wie Tage und Nächte
- 1980: Die Reinheit des Herzens
- 1980: Tatort: Schußfahrt
- 1980: Tatort: Schönes Wochenende
- 1981: Das Boot
- 1983: Wie hätten Sie’s denn gern?
- 1985: Enemy Mine – Geliebter Feind (Enemy Mine)
- 1986: Bitte laßt die Blumen leben
- 1987: Zabou
- 1988: In der Arche ist der Wurm drin
- 1988: Man spricht deutsh
- 1990: Butterbrot
- 1991: Tod im Spiegel (Shattered)
- 1992: Ein Fall für TKKG: Drachenauge
- 1993: Stalingrad
- 1994: Charlie & Louise – Das doppelte Lottchen
- 1997: Hong Kong – Eine Liebe fürs Leben (Last Chance Love)
- 2003: Raumpatrouille Orion – Rücksturz ins Kino

## Auszeichnungen
Oscar
- 1983: Nominierung für den Besten Schnitt von Das Boot